# Choachí
Choachí là một khu tự quản thuộc tỉnh Cundinamarca, Colombia. Thủ phủ của khu tự quản Choachí đóng tại Choachí Khu tự quản Choachí có diện tích ki lô mét vuông. Đến thời điểm ngày 28 tháng 5 năm 2005, khu tự quản Choachí có dân số 10623 người.